# جوزيف سيسكو
 جوزيف جون سيسكو  (بالإنجليزية: Joseph J. Sisco)‏ (31 أكتوبر 1919 في شيكاغو إلينوي † 23 نوفمبر 2004 في ماريلاند) كان دبلوماسيًا أمريكيًا مهمًا في وزارة الخارجية الأمريكية تحت إدارة هنري كسنجر وكان من كبار المفاوضين بين الأطراف المتنازعة في الشرق الأوسط عمل كدبلوماسي في وزارة الخارجية لمدة خمس فترات رئاسية تخللها عدد كبير من الأزمات 
ولد في شيكاغو لمهاجرين إيطاليين وتوفت والدته وهو في سن التاسعة وكان والده خياطًا فقيرًا ربى أبنائه الخمس في ظرف صعبة. تخرج من الثانوية عام 1937 والتحق بجامعة نوكس في إلينوي وتخرج عام 1941 وعمل مدرسًا لفترة قصيرة قبل التحاقه بالجيش برتبة ملازم أول وأتم خدمته عام 1945. حصل على شهادة الماجستير من جامعة شيكاغو ثم الدكتوراة عام 1950 من نفس الجامعة متخصصًا بالشؤون السوفييتية وعمل ضابطًا في وكالة المخابرات المركزية نفس العام ثم وزارة الخارجية عام 1951.
كمفاوض وزارة الخارجية، شارك الدكتور سيسكو في المناطق الساخنة دبلوماسيًا التي شملت غزو الأردن في عام 1970، والحرب بين الهند وباكستان في عام 1971، ومفاوضات السلام بين مصر وإسرائيل في عام 1974.
من 1951 إلى 1965، شغل منصب ضابط الشؤون الخارجية، والمتخصصة في القضايا المتعلقة بالأمم المتحدة والمنظمات الدولية الأخرى. في عام 1965، عين وزير الخارجية دين راسك الدكتور سيسكو مساعد وزير الخارجية لشؤون المنظمات الدولية.
بدأ بالعمل في ملف دبلوماسية الشرق الأوسط في وقت آرثر غولدبرغ. الذي خلف أدلاي ستيفنسون سفيرًا لدى الأمم المتحدة. لأن راسك كرس الكثير من وقته لفيتنام، كان غولدبرغ، المسؤول عن سياسة الولايات المتحدة في الشرق الأوسط أثناء وبعد حرب الأيام الستة في حزيران 1967. عمل بشكل وثيق مع غولدبرغ حتى ترك غولدبرغ الخدمة الحكومية في ربيع 1968. أصبح سيسكو الوسيط الأميركي الرئيسي في الشرق الأوسط بعدها.
في 30 يناير 1969، عينه الرئيس ريتشارد نيكسون مساعد وزيرة الخارجية لشؤون الشرق الأدنى وشؤون جنوب آسيا. في وقت لاحق من ذلك العام، أصبحت البحث الذي قدمه سيسكو عن الشرق الأوسط أساس سياسة الرئيس في المنطقة. تمحورت إستراتيجية حول احتواء النفوذ السوفيتي المتزايد في منطقة الشرق الأوسط، إقناع الدول العربية بأن إدارة نيكسون كانت متوازنة وليست منحازة لإسرائيل. على الرغم من أن النهج لم ينجح كما كان مقررا، فإنه أدى في نهاية المطاف إلى وقف إطلاق النار على طول قناة السويس، في 7 آب، 1970.
في يوليو 1974، أرسل لبحث حل للأزمة التي اندلعت في قبرص بعد الانقلاب المدعوم من الجيش اليوناني مما جعل القوات التركية تقوم باحتلال القبرص ردًا على تدخل اليونانيين.
استقال عن عمله عام وعمل رئيسًا للجامعة الأمريكية بواشنطن حتى استقالته عام. إنضم إلى فريق سي إن إن كمحلل وخبير سياسي في شؤون الشرق الأوسط. توفي عن عمر ناهز الخامسة والثمانين.

## أبحاث
الشرق الأوسط تقدم أم فرص ضائعة 

## روابط خارجية
- جوزيف سيسكو على موقع مونزينجر (الألمانية)
- جوزيف سيسكو على موقع إن إن دي بي (الإنجليزية)